# G. V. Kromah
G. V. Kromah de son nom de naissance Alhaji Garxim Varmuyan Kromah, né le 11 février 1953 et mort le 18 janvier 2022, est un journaliste libérien devenu chef de guerre et chef de la faction ULIMO pendant la guerre civile libérienne. Il était musulman et membre du groupe ethnique mandingue de la ville de Tusu, district de Quardu Gboni comté de Lofa.

## Études
Kromah fréquente le lycée Saint Patrick en 1973, puis l'Université du Liberia en 1977 ou il obtient un BA .En 1982, il obtient une maîtrise en communication de l'Université américaine de Washington, DC.

## Parcours professionnels
Kromah est assistant spécial du vice-président, puis ministre adjoint de l'Information sous le régime du président William Tolbert avant de devenir directeur général du système de radiodiffusion libérien en 1982 et ministre de l'information en 1984 sous le président Samuel Doe. Kromah nie la répression gouvernementale qui a entraîné quelques morts à l'Université du Libéria en 1984 et s'exile en juin 1990, des mois après le début de la première guerre civile libérienne. Il cofonde ensuite le Mouvement uni de libération du Libéria pour la démocratie (ULIMO), un groupe armé de résistance qui force Charles Taylor à venir à une table de négociations qui apporte finalement une solution politique tangible au conflit libérien.
L'ULIMO se divise en deux factions en 1994, Kromah dirigeant une faction connue sous le nom d'ULIMO-K. Sa base de pouvoir se trouve dans le nord-ouest du Libéria, dans et autour du comté de Lofa.
Après la fin de la guerre, Kromah se présente à l'élection présidentielle (en) du 19 juillet 1997, représentant le Parti de la coalition de tout le Libéria, se classant troisième avec 4,02 % des voix.
Kromah se présente à nouveau comme candidat présidentiel du parti aux élections du 11 octobre 2005, au cours desquelles il est de nouveau battu, obtenant 2,8 % des voix.